# Bataille de Franklin's Crossing
Guerre de Sécession
Batailles
Campagne de Pennsylvanie
- Franklin's Crossing
- Brandy Station
- 2e Winchester
- Aldie
- Middleburg
- Upperville
- 2e Fairfax Court House
- Corbit's Charge (en)
- Hanover
- Sporting Hill
- Carlisle
- Gettysburg
- Retraite de Gettysburg
- Fairfield
- Monterey
- Williamsport
- Boonsboro
- Funkstown
- Manassas Gap

La bataille de Franklin's Crossing, aussi appelée bataille de Deep Run, s'est déroulée près de Fredericksburg, Virginie le 5 juin 1863. Les forces de l'Union sous le commandement du général John Sedgwick ont une escarmouche contre les troupes confédérées du général A.P. Hill lors d'une reconnaissance pour déterminer les mouvements et l'emplacement de l'armée de Virginie du Nord du général Robert E. Lee. Les forces confédérées repoussent la reconnaissance de l'Union. Ce petit combat est la première action de la campagne de Gettysburg.

## Contexte
Le 3 juin 1863, Robert E. Lee décide de lancer sa seconde invasion du sol nordiste et en conséquence ordonne à son armée d'évacuer les lignes autour de Fredericksburg et de marcher dans la vallée de la Shenandoah. Pour couvrir le retrait, Lee laisse au III corps d'A.P. Hill, avec des ordres pour rester le long des lignes jusqu'à ce que l'armée soit loin en sécurité. Des rumeurs sur les mouvements de Lee parviennent au général de l'Union Joseph Hooker pratiquement immédiatement. Pour déterminer la véracité des différents rapports qu'il reçoit, il ordonne au VI corps du John Sedgwick de mener une reconnaissance en force le 5 juin 1863.

## Bataille
Le matin du 5 juin 1863, le VI corps emmené par le 26th New Jersey et le 5th Vermount commence la traversée de la rivière Rappahannock près de Deep Run. La tentative initiale de la traversée est rapidement repoussée par les confédérés retranchés dans des trous d'hommes sur la rive sud. Après que les tirs d'artillerie ont échoué à déloger les confédérés, Sedgwick donne l'ordre à deux régiments de traverser sur un pont flottant. Les troupes de l'Union parviennent à amarrer les bateaux sur la rive sud et à submerger les trous d'hommes, capturant 35 hommes. Elles avancent alors sur la rive jusqu'à la bordure des bois où elles rencontrent un solide détachement confédéré soutenu par de l'artillerie. Un combat violent s'ensuit qui est décrit comme « sévère » par moments avant que l'avance de l'Union s'arrête et soit repoussée sur l'autre rive, subissant 57 pertes. Quand les fédéraux échouent à faire une nouvelle attaque, Hill se retire de jour suivant pour rejoindre l'armée.

## Conséquences
En réussissant à défaire la reconnaissance de l'Union, A.P. Hill convainc Sedgwick que Lee tient toujours Fredericksburg en force. En conséquence, Hooker reste le long de la Rappahanock donnant à Lee un point de départ valable pour son invasion. Néanmoins, Hooker reste indécis sur le véritable emplacement et les intentions de Lee et, par conséquent, ordonne à sa cavalerie de mener une reconnaissance, qui aboutira à la bataille de Brandy Station le 9 juin 1863.